# Apjohnita
L'apjohnita és un mineral de la classe dels sulfats, que pertany al grup de l'halotriquita. Rep el seu nom de James Apjohn (1796-1886), professor de química i mineralogia irlandès.

## Característiques
L'apjohnita és un sulfat de manganès i alumini, de fórmula química Mn²⁺Al₂(SO₄)₄(H₂O)₁₇·5H₂O. Cristal·litza en el sistema monoclínic en forma de cristalls aciulars o fibrosos, de fins a 3 centímetres, també asbestiforme, en crostes i massiva. La seva duresa a l'escala de Mohs és 1,5 a 2. Es coneixen sèries de solució sòlida almenys parcials de la pickeringita i l'halotriquita cap a l'apjohnita.
Segons la classificació de Nickel-Strunz, l'apjohnita pertany a «07.CB: Sulfats (selenats, etc.) sense anions addicionals, amb H₂O, amb cations de mida mitjana» juntament amb els següents minerals: dwornikita, gunningita, kieserita, poitevinita, szmikita, szomolnokita, cobaltkieserita, sanderita, bonattita, aplowita, boyleita, ilesita, rozenita, starkeyita, drobecita, cranswickita, calcantita, jôkokuita, pentahidrita, sideròtil, bianchita, chvaleticeita, ferrohexahidrita, hexahidrita, moorhouseita, nickelhexahidrita, retgersita, bieberita, boothita, mal·lardita, melanterita, zincmelanterita, alpersita, epsomita, goslarita, morenosita, alunògen, meta-alunògen, aluminocoquimbita, coquimbita, paracoquimbita, romboclasa, kornelita, quenstedtita, lausenita, lishizhenita, römerita, ransomita, bilinita, dietrichita, halotriquita, pickeringita, redingtonita, wupatkiita i meridianiïta.

## Formació i jaciments
Es troba en forma d'eflorescències associada a altres minerals com: halotriquita, pickeringita, gunningita, copiapita o epsomita. Va ser descoberta el 1847 a la bahía de Maputo, a la Província de Maputo (Moçambic).